# Addisonova bolest
Addisonova bolest je rijetka kronična bolest, koja nastaje kao posljedica obostranog razaranja kore nadbubrežnih žlijezda. U većini slučajeva dolazi do obostrane atrofije, ali nije u potpunosti razjašnjen uzrok ove pojave. Kao posljedica, dolazi do smanjenog ili potpunog prestanka lučenja hormona kore nadbubrežne žlijezde i odgovarajuće simptomatologije.
Pojavljuje se obično između 25. i 45. godine života i to češće kod muškaraca. 
Naziv je dobila po liječniku Thomasu Addisonu (1793. – 1860.), koji je opisao ovu bolest 1855. godine.

## Etiologija
Najčešći etiološki čimbenici su tuberkuloza i tzv. primarna atrofija kore nadbubrežne žlijezde, koja predstavlja autoimuni proces. Rjeđi etiološki čimbenici su: gljivične infekcije, hemokromatoza, amiloidoza, leukemična infiltracija i bilateralne metastaze malignih tumora, vaskularne tromboze, obostrana adrenalektomija (uklanjanje nadbubrežne žlijezde) i dr.

## Klinička slika
Zbog difuznog razaranja nadbubrežnih žlijezda dolazi do nedostatka sve tri skupine hormona koji se luče u kori (glukokortikoidi, mineralokortikoidi i nadbubrežni androgeni), što dovodi do odgovarajuće kliničke simptomatologije. Početak je najčešće postupan, gotovo neprimjetan. Tamna pigmentacija zahvaća kožu i vidljive sluznice, počinje na otkrivenim dijelovima kože, na mjestima koja su inače jače pigmentirana (bradavice, ožiljci i sl). Tipičan je izgled šaka - dorzalna strana je jako pigmentirana, osobito u predjelu zglobova, a palmarna strana je pošteđena. Postoji pigmentacija i na sluznici usne šupljine, očnih kapaka i anogenitalne regije. Ostali simptomi su opća slabost, nemoć i izuzetno brzo zamaranje, hipotenzija (snižen krvni tlak), probavni poremećaji (gubitak apetita, mučnina, povraćanje, proljev i nekarakteristični bolovi u trbuhu), osjećaj žeđi, potreba za uzimanjem soli i slanih jela, bolovi i grčevi u mišićima i zglobovima, hipoglikemične krize (pad koncentracije glukoze u krvi), i kod žena često pojava amenoreje (izostanak menstruacije). U neliječenim i zapuštenim slučajevima, bolesnici oboljeli od Adisonove bolesti mogu toliko oslabiti da se ne mogu niti nahraniti.

## Dijagnoza
Dijagnoza se postavlja na osnovu kliničke slike i dopunskih dijagnostičkih postupaka. Određuje se razina hormona u plazmi, radi se pregled mokraće, pregled elektrolita u serumu, krvna slika, određivanje glikemije itd.

## Liječenje
Prije nego što je uzrok bio poznat, Addisonova bolest se nije mogla liječiti i završavala je prilično brzo smrću pacijenta. Danas se provodi doživotna nadomjesna terapija (uzimanje sintetičkih hormona i drugih tvari). Najvažnije je nadoknaditi manjak glukokortikoida, što se postiže davanjem kortizona ili hidrokortizona. Hranom se unose povećane količine soli i ugljikohidrata. Potrebne su i znatno veće doze kortizola za vrijeme svake infekcije, kirurške intervencije, traume i stresa.